# Nattapong Kongkraphan
Nattapong Kongkraphan (* 29. Mai 1998) ist ein thailändischer Sprinter, der sich auf den 400-Meter-Lauf spezialisiert hat.

## Sportliche Laufbahn
Erste internationale Erfahrungen sammelte Nattapong Kongkraphan bei den Jugendasienmeisterschaften 2015 in Doha, bei denen er in 48,02 s die Silbermedaille gewann. Im Jahr darauf belegte er bei den Juniorenasienmeisterschaften in der Ho-Chi-Minh-Stadt in 50,85 s den achten Platz und siegte mit der thailändischen 4-mal-400-Meter-Staffel in 3:11,59 min. Damit qualifizierte sich die Staffel für die U20-Weltmeisterschaften in Bydgoszcz, bei denen sie mit 3:10,08 min im Vorlauf ausschied. Bei den Asienmeisterschaften 2017 im indischen Bhubaneswar gewann er mit der Staffel in 3:06,48 min die Bronzemedaille hinter den Mannschaften aus Indien und Sri Lanka. Bei den Südostasienspielen in Kuala Lumpur gewann er Gold mit der Staffel, ehe er anschließend bei der Sommer-Universiade in Taipeh mit der Staffel in der Vorrunde ausschied. Anfang September gewann er bei den Asian Indoor & Martial Arts Games in Aşgabat in 3:21,21 min die Bronzemedaille hinter Pakistan und Katar.
2019 gelangte er bei den Asienmeisterschaften in Doha mit der Staffel in 3:10,28 min auf Rang vier. Im Juli nahm er erneut an den Studentenweltspielen in Neapel teil, schied dort aber mit 48,14 s in der ersten Runde aus. Anfang Dezember schied er bei den Südostasienspielen in Capas mit 47,95 s über 400 Meter im Vorlauf aus und gewann mit der Staffel in 3:08,20 min die Silbermedaille hinter dem Team aus Vietnam.

## Bestleistungen
- 400 Meter: 46,74 s, 21. November 2018 in Chiang Rai